# Trommsdorffia
Trommsdorffia là một chi thực vật có hoa trong họ Cúc (Asteraceae).

## Loài
Chi Trommsdorffia gồm các loài: